# Europamästerskapen i fälttävlan 1995
Europamästerskapen i fälttävlan 1995 arrangerades i Pratoni del Vivaro, Italien. Tävlingen var den 22:e upplagan av Europamästerskapen i fälttävlan.

## Resultat
| Placering | Ryttare               | Häst            | Land |
| --------- | --------------------- | --------------- | ---- |
| 1         | Lucy Thompson         | Welton Romance  | IRL  |
| 2         | Marie-Christine Duroy | Ut du Placineau | FRA  |
| 3         | Mary King             | King William    | GBR  |
| 4         | Piia Pantsu           | Cyna            | FIN  |
| 15        | Linda Algotsson       | Lafayett        | SWE  |
| 16        | Magnus Österlund      | Master Mind     | SWE  |
| 27        | Paula Törnqvist       | Monaghan        | SWE  |
| 29        | Therese Olausson      | Hector T        | SWE  |

| Placering | Land           |
| --------- | -------------- |
| 1         | Storbritannien |
| 2         | Frankrike      |
| 3         | Irland         |
| 4         | Tyskland       |
| 5         | Belgien        |
| 6         | Schweiz        |